# بطحيش النهر الأحمر
بطحيش النهر الأحمر (الاسم العلمي: Cyprinodon rubrofluviatilis) (بالإنجليزية: Red River pupfish)‏ هو نوع من الأسماك يتبع جنس البطحيش من الفصيلة البطحيشية.